# Club Atlético La Paternal
El Club Atlético La Paternal es un club deportivo ubicado en el barrio porteño de La Paternal fundado el 26 de julio de 1922, que tuvo un breve paso por la última categoría del ascenso del fútbol argentino entre las décadas de 1950 y 1960.
Luego de afiliarse en 1955, disputó trece temporadas consecutivas en la cuarta categoría sin lograr obtener ningún ascenso. Tras la temporada de 1967, el club se desafilió de los torneos de la Asociación del Fútbol Argentino y no ha vuelto a participar de los mismos, aunque continúa practicando diversas disciplinas en la actualidad. Previamente, en los años 20 y 30 había tenido otra breve participación en los torneos oficiales amateur del fútbol local.

## Historia
En sus comienzos, el club era un reducto netamente tanguero donde tocaron importantes orquestas e intérpretes. Con el paso del tiempo, la actividad futbolística fue tomando mayor preponderancia, razón por la cual comenzaron a participar en torneos amateurs, donde obtuvieron buenos resultados, como la obtención del Torneo de Intermedia 1930 que les permitió ascender a la Segunda Categoría.
Luego de la llegada del profesionalismo el club se alejó de los torneos de AFA, dejando de participar tras quedar desafiliado en la temporada 1934 de la Segunda División, enfocándose en sus actividades sociales.
En 1955 la comisión directiva decide volver a afilarse, comenzando su participación en la última categoría del fútbol argentino, en esa época llamada Tercera de Ascenso. Al no tener estadio propio hacía de local en el estadio de Argentinos Juniors aunque posteriormente pasaría a hacer las veces de local en el viejo estadio de J.J. Urquiza.
Su camiseta respetaba los colores de la institución: la titular era a rayas azul oscuro y blanco, la suplente blanca con detalles azules y la tercera camiseta era invertida, con el azul oscuro como color predominante y detalles blancos.
Luego de disputar trece temporadas consecutivas en la que en ese momento era la última categoría del fútbol argentino, que para esa época ya era denominada Primera Aficionados, tras la temporada de 1967 la comisión directiva decide desafiliarse de la Asociación del Fútbol Argentino y deja de disputar los torneos organizados por dicha institución, sin haberse vuelto a afiliar nuevamente hasta la actualidad.

## Datos del Club

#### En el amateurismo
- Temporadas en Segunda División: 4 (1931-1934)
- Temporadas en Tercera División: 8 (1923-1930)

#### En el profesionalismo
- Temporadas en Cuarta División: 13 (1955-1967)
- Temporadas desafiliado: 20 (1935-1954)

#### Total
- Temporadas en Segunda División: 4
- Temporadas en Tercera División: 4
- Temporadas en Cuarta División: 13

## Palmarés
- Campeón de División Intermedia (1): 1930